# Bement (Illinois)
Bement – wieś w Stanach Zjednoczonych, w stanie Illinois, w hrabstwie Piatt.